# Primeira Igreja Presbiteriana de Governador Valadares

A Primeira Igreja Presbiteriana de Governador Valadares é uma igreja federada a Igreja Presbiteriana do Brasil (IPB) localizada em Governador Valadares, interior de Minas Gerais. Foi fundada em 1917.
É patrimônio histórico-cultural de Governador Valadares.

## História
Uma congregação foi formada no distrito de Figueira do Rio Doce no dia 12 de outubro de 1912, por Euzébio Cabral e pelo reverendo Aníbal Nora e possuía 32 membros. Em 1915 o Presbitério do Rio de Janeiro enviou o reverendo Otávio de Souza, que permaneceu até 1918. Com a chegada do reverendo, se iniciou o processo de preparação para a congregação se tornar uma igreja. Em janeiro de 1917, o Presbitério do Rio de Janeiro deliberou organizar em igreja a congregação. A partir da atuação da igreja, foram surgindo novas igrejas presbiterianas no Vale do Rio Doce.
Em 1944, foi fundada por um pastor da igreja a Escola Cristã Presbiteriana em Governador Valadares, que em 1966 se tornou um colégio.
Em 1963, o reverendo Silas Crespo chamou a atenção do conselho da igreja para criar um trabalho evangelístico no bairro da Ilha dos Araújos, que havia sido loteado recentemente. Os trabalhos foram iniciados em 1965 e a construção do templo foi no ano de 1967. Em 1968, a congregação da Ilha dos Araújos se transformou na Igreja Presbiteriana da Ilha.
Em 1982, foi inaugurado o atual templo da igreja.
Em 2003, o antigo templo foi tombado pelo patrimônio histórico-cultural de Governador Valadares.

## Antigo templo
O templo antigo foi construído na década de 1950 para abrigar os membros da igreja. Atualmente é utilizado para cultos infantis e ensaios de corais. É tombado como patrimônio histórico-cultural de Governador Valadares.
Sua arquitetura segue padrões de igrejas da Inglaterra e da Irlanda. Sua arquitetura é semelhante a de um navio, com janelas semelhantes a escotilhas e seu teto semelhante a um barco virado para baixo.